# 패럴림픽 명예의 전당
패럴림픽 명예의 전당(Paralympic Hall of Fame)은 국제 패럴림픽 위원회이 2006년 제정한 명예의 전당이다. 2년마다 패럴림픽의 성공과 페어플레이에 크게 기여한 인물에게 수여되는 상으로, 3회부터 VISA가 후원하고 있다.

## 헌액자
2006년
- 요우코 그리프(영어판)
- 울라 렌발(영어판) (코치)
- 아네미 슈나이더(영어판)

2008년
- 콘니에 한센(영어판)
- 클라우디아 헹스트(영어판)
- 피터 호먼(영어판)
- 앙드레 비제(영어판)
- 케빈 매킨토시(영어판) (코치)

2010년
- 타니아 카리(영어판)
- 크리스 와델(영어판)
- 롤프 헤티히(영어판) (코치)

2012년
- 루이즈 소바주(영어판)
- 트리샤 조른
- 로베르토 마르손(영어판)
- 프랭크 폰타(영어판)
- 크리스 홈스(영어판)

2014년
- 존 크레멜마이어(영어판)
- 에릭 비얄론(영어판)
- 페레나 벤텔레(영어판)

2016년
- 가와이 준이치
- 샨탈 프티클레르(영어판)
- 프란츠 니틀리스파흐(영어판)
- 네롤리 페어홀
- 마틴 모스(영어판) (코치)